# كوفي دانينغ
كوفي دانينغ (بالإنجليزية: Kofi Danning)‏ (2 مارس 1991 بكوماسي في غانا - ) هو لاعب كرة قدم أسترالي وغاني في مركز الهجوم. شارك مع منتخب أستراليا تحت 20 سنة لكرة القدم ومنتخب أستراليا الوطني لكرة القدم تحت 23 سنة. أما مع النوادي، فقد لعب مع سيدني إف سي ونادي بريزبان رور ونادي سي إس فيزيه وFFA Centre of Excellence ‏ وHume City FC ‏ وOakleigh Cannons FC ‏.

## روابط خارجية
- كوفي دانينغ على موقع قاعدة بيانات كرة القدم.إي يو (الإنجليزية)
- كوفي دانينغ على موقع Soccerway.com (الإنجليزية)
- كوفي دانينغ على موقع عالم كرة القدم.نت (الإنجليزية)